# Dominik Weiß
Dominik Weiß (* 25. Januar 1989 in Göppingen, Deutschland) ist ein deutscher Handball- und Beachhandballspieler. Seine Körpergröße beträgt 2,10 m.

## Hallenhandball

### Im Verein
Weiß wechselte im Sommer 2009 vom Landesligisten SG Schorndorf zum TV Bittenfeld in die 2. Handball-Bundesliga Süd. Daneben erhielt er ein Zweitspielrecht beim Regionalligisten TSV Deizisau. 2011 qualifizierte sich Weiß mit dem TVB für die neu gegründete eingleisige 2. Handball-Bundesliga. Am Ende der Saison 2014/15 stieg er mit dem Verein in die Bundesliga auf. Ab der Saison 2015/16 spielte Weiß mit dem nun unter dem Namen TVB 1898 Stuttgart antretenden Verein in der Bundesliga. Für Bittenfeld erzielte Weiß in 13 Jahren 1258 Treffer in 377 Partien. In der Saison 2022/23 stand er beim Zweitligisten VfL Lübeck-Schwartau unter Vertrag. Anschließend wechselte er zum Schweizer Erstligisten BSV Bern. Nach zwei Jahren kehrte er nach Deutschland zurück und wechselte zum Zweitligaaufsteiger HC Oppenweiler/Backnang.

### In Auswahlmannschaften
Mit der Wettkampfgemeinschaft Stuttgart spielte Weiß unter Rolf Brack als Trainer um die deutsche Hochschulmeisterschaft.
Im November 2016 wurde Weiß erstmals in den Kader der Nationalmannschaft berufen. Sein Länderspieldebüt gab Weiß am 2. November 2016 in Wetzlar gegen Portugal.

## Beachhandball
Im Beachhandball ist Weiß für die SG Schurwald aktiv. 2017 wurde er in Berlin mit der SG Deutscher Meister.
Bei der Europameisterschaft 2017 in Zagreb belegte Weiß mit der deutschen Nationalmannschaft den neunten Platz.

## Persönliches
Parallel zu seiner Tätigkeit als Handballspieler absolviert Weiß ein Studium.
Dominik Weiß ist der Sohn von Willi Weiß, einem früheren Handball-Nationalspieler, der bis 1976 für den TSV Milbertshofen und von 1976 bis 1987 für Frisch Auf Göppingen spielte.